# Inorodtsy
Inorodtsy (Russisch: инородцы) is een Russisch woord dat letterlijk "andere oorsprong" betekent (ino = ander; rod = geboorte/oorsprong) en tussen 1822 en 1917 door de Russische overheid gebruikt werd om inheemse volken aan te duiden in Siberië die werden gedwongen om de jasak (belasting in natura) te betalen binnen de gebieden die waren geannexeerd door de Russische overheden. Informeel werden er echter alle niet-Slavische volken mee aangeduid in het Russische Rijk. Historici hebben gewezen op het feit dat tegen het einde van de 19e eeuw, en met name na de instelling van de doema in 1906, de informele term de formele term grotendeels had vervangen.

## Voorgeschiedenis
Tot de 17e eeuw werden de woorden inozemtsy (vertaald als "buitenlanders" volgens professor Joeri Slezkine, professor aan de Universiteit van Berkeley) alsook inovertsy ("niet-Orthodox"), iasatsjnije narody of iasatsjnije ljoedi ("Jasakbetalers") gebruikt voor niet-Slaven. Onder Peter de Grote werd het woord inostrantsy hiervoor gebruikt en vanaf 1822 kwam het woord inorodtsy in zwang ("vreemde volken"). De termen inozemtsy en inovertsy impliceerden volgens Slezkine dat met de nationaliteit de religie werd bedoeld (christendom in dit geval), wat betekende dat als deze volken maar het Russisch-orthodoxe geloof zouden aannemen, zij ook Russen zouden worden en daarmee geen jasak meer hoefden te betalen.
Bij de bestuurlijke hervormingen van 1708 werd de Siberische goebernija ingesteld met haar bestuurlijk centrum in Tobolsk, waarna de missionarissen van de Russisch-orthodoxe Kerk meer gingen evangeliseren onder de inheemse bevolking. Dit leidde er echter toen niet meer toe dat mensen die zich bekeerden ook geen jasak meer hoefden te betalen. De jasakhandel was namelijk erg lucratief voor de Russische export en maakt er een substantieel deel van uit. Om de jasakbetalers op peil te houden, werden ze daarom niet meer na bekering vrijgesteld van deze belastingsvorm. De jasakinzamelaars en anderen die bij de jasak betrokken waren, waren echter erg corrupt en de staat had geen afdoende systeem om deze corruptie aan te pakken, ondanks de hervormingen die hierin meermalen werden doorgevoerd.

## Officiële introductie
In 1822 werd door het "Statuut voor Bestuur van Siberische Inheemsen van 1822", opgesteld door Michail Speranski, de term inorodtsy geïntroduceerd. Dit statuut, dat het eerste wettelijke code vormde voor het Russische bestuur over de inheemse volken in Siberië en dat tot de Russische Revolutie het belangrijkste machtsinstrument vormde voor de Russische autoriteiten, bevatte ook zinsneden als "het beschermen van de gewoonten van de inheemsen waar mogelijk en het verzekeren van de autonomie van het interne leven van deze volken" [...] "om de weg open te houden voor de economische en sociale transformatie" die uiteindelijk zou moeten leiden tot "het dichterbij brengen van de inheemsen bij de Russische bevolking van Siberië en op de lange termijn een organische russificatie zou brengen" (Raeff, M., (1956) Siberia and the Reforms of 1822, p. 180).

## Verandering van de term
Toen het Russische Rijk zich steeds verder uitbreidde, kwamen ook volken in Centraal-Azië en het Russische Verre Oosten onder de term te vallen. Volgens het statuut (oestav genoemd) vielen onder de term inorodtsy in principe alleen de "Oostelijke" Siberische volken die meestal een nomadisch of semi-nomadisch leven leidden en wiens leven was gebaseerd op het hoeden van vee, jagen en vissen. Omdat het rijk zich steeds verder uitbreidde moest een beslissing genomen worden over het al dan niet toepassen van de benaming op andere volken en dus potentiële jasakbetalers. In 1835 werd de term ook toegepast op de Russische Joden, ondanks het feit dat deze landbouwers waren en meestal aan de Europese kant van de Oeral woonden en niet aan de Aziatische kant. De term inorodtsy werd ondoorzichtig doordat er meerdere betekenissen voor waren en dit leidde ertoe dat, ook al gingen bevolkingsgroepen over op landbouw en al bekeerden joden zich tot het christendom, ze als inorodtsy bleven beschouwd worden, in het geval van de joden ook door Russische wetenschappers.
Tegen de 20e eeuw kreeg de term een meer politieke betekenis toen het werd gezien als synoniem voor linguïstisch gedefinieerde "nationale minderheden". In onofficieel taalgebruik werd de term echter veel wijder gebruikt, namelijk voor alle volken die werden gezien als niet-assimileerbaar en duidelijk andere inwoners binnen het Russische Rijk. Dit valt te bezien binnen het wijdere Europese idee van nationalisme, waarbij de Russische identiteit en "natie" werden afgezet tegen "anderen", een vorm van othering. De linguïstieke manier van onderscheid vormde de vervanging van het onderscheid naar religie. Er ontstond een systeem gebaseerd op soslovija (= door de staat gedefinieerde statusgroepen die verwerden tot klassen), waardoor het late Russische Rijk steeds meer een ingewikkelde mix werd van soslovija en klassen.

## Na de Russische Revolutie
Na de Russische Revolutie werd de term gezien als politiek incorrect, al wist Lenin het woord zelf niet uit zijn vocabulaire te krijgen. De mensen die eerder waren aangeduid als inorodtsy, werden nu aangeduid als otstalnye narody; "achtergebleven volken", een term die de volken dan wel niet in ere herstelde, maar wel goed paste binnen de concepten van de ideologie van de marxistische historische wetenschappen. De term inorodtsy bleef bewaard in het dagelijks spraakgebruik en had een kortstondige opleving tijdens de late Stalinistische campagne tegen de joden, die werden aangeduid als inorodtsy-kosmopolity.